# Johannes Ludgerus Bonaventure Brenninkmeijer
Johannes Ludgerus Bonaventure Brenninkmeijer OP, auch Hans Brenninkmeijer, (* 19. Juli 1930 in Amsterdam, Niederlande; † 2. Juli 2003 in Kroonstad, Südafrika) war ein niederländischer Ordensgeistlicher (Dominikaner) und römisch-katholischer Bischof von Kroonstad.

## Leben
Hans Brenninkmeijer, Mitglied der Unternehmerfamilie Brenninkmeijer (C&A), war das sechste Kind aus der Ehe von Arnold Ludger Brenninkmeijer (1894–1951) und Elizabeth Anne (Elly Maurer). Er trat der Ordensgemeinschaft der Dominikaner bei und empfing am 25. Juli 1957 die Priesterweihe. Von 1965 bis 1968 war er Superior und von 1968 bis 1976 Generalvikar seines Ordens in Südafrika.
Papst Paul VI. ernannte ihn am 15. April 1977 zum Bischof des südafrikanischen Bistums Kroonstad. Die Bischofsweihe spendete ihm Alfonso Liguori Morapeli OMI, Erzbischof des Erzbistums Maseru; Mitkonsekratoren waren Gerard Marie Franciscus van Velsen OP, Altbischof von Kroonstad, und Hubert Bucher, Bischof von Bethlehem. Brenninkmeijer war kraft Amtes Mitglied der südafrikanischen Bischofskonferenz. Sein Wahlspruch war: Spiritus renovavit. Er starb unerwartet am 2. Juli 2003 im Amt.
Die Familie Brenninkmeijer errichtete posthum das Bishop Brenninkmeijer Relief Center für AIDS-Kranke.